# Пробуждение в Торонто

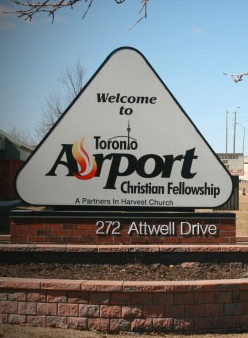
Церковь «Торонто Аэропорт» в Канаде

Пробуждение в Торонто — религиозное движение среди христиан (в основном протестантов), начавшееся 20 января 1994 года в канадском городе Торонто, в неохаризматической церкви «Торонто Аэропорт». С того дня по настоящее время это пробуждение привлекло более пяти миллионов человек со всего мира, а также затронуло другие христианские конфессии в разных странах. 
События, начавшиеся в Торонто, повлияли на харизматическую христианскую культуру как положительно, так и отрицательно. Отрицательные последствия проявились в форме критики и конфессиональных споров, в то время как положительные последствия стали более очевидными с течением времени, когда движение распространилось на другие страны.

## Начало пробуждения
За несколько лет до начала пробуждения пастора церкви «Торонто Аэропорт», Джон и Кэрол Арнотт, стали испытывать неудовлетворённость в своей духовной жизни. Ища силы Божьей для своего служения, они отправились в Аргентину, где приняли помазание от руководителя церкви Ассамблей Божьих, Клаудио Фрэйдзона. По возвращении Джона и Кэрол в Канаду, на первом же их служении члены церкви стали переживать «сильное прикосновение Бога», в результате чего все 120 прихожан в тот день оказались «сражёнными в Духе», то есть лежащими на полу.
Спустя несколько недель, 20 января 1994 года, в церковь нанёс визит известный харизматический служитель Рэнди Кларк. На первом же его выступлении слушатели стали испытывать необычные экстатические переживания, такие как плач, смех, катание по полу, «падение в Духе», «опьянение в Духе» и др. (сторонники заявляли, будто благодаря перечисленным практикам люди могли получать исцеление от болезней, избавление от эмоциональных ран, освобождение от бесов, исполнение Святым Духом, новую любовь к Иисусу и т.д.). Поскольку эти проявления повторялись изо дня в день, то вскоре происходящее в церкви закрепило за собой статус пробуждения и стало известно в харизматическом мире, как «пробуждение в Торонто».

## Последствия и дальнейшее влияние
По прошествии нескольких месяцев верующие и пастора из разных стран мира стали приезжать в Торонто, чтобы лично ознакомиться с возрождением. Реакция наблюдателей была двойственной: одни пятидесятники и харизматы отвергали пробуждение, в то время как другие харизматы (даже из исторических церквей) с энтузиазмом приветствовали «новое благословение». Многие пастора прилетали в Торонто, принимали «огонь», а затем возвращались обратно в свои общины, что приводило к вспышке мини-возрождений. Таким образом, под прямым влиянием «излияния» в Торонто, новые очаги пробуждения возникли в США (церковь «Bethel» в Реддинге; церковь «HRock» в Пасадине), Великобритании (англиканская церковь «Holy Trinity Brompton» в Лондоне; англиканская церковь «Trinity Cheltenham» в Челтнеме) и Мозамбике (служение Хайди Бейкер). Также, Торонтовское движение косвенно повлияло на возникновение пробуждения в Пенсаколе (начавшись в 1995-м году в американском городе Браунсвилл, это возрождение привлекло более 4 млн посетителей за 5 лет). По прошествии времени, стали поступать сообщения о появлении новых возрождений в стиле благословения Торонто в таких городах, как Бат (Великобритания), Кагаян-де-Оро (Филиппины), Абилин (США, штат Техас) и др..
Согласно сообщению телеканала CBN, церковь «Торонто Аэропорт», по состоянию на 27 октября 1994 года, приняла более 100 000 человек, из которых 40 000 являлись приезжими из разных стран мира (в том числе из России). К концу 1994 года журнал «Торонто Life» объявил церковь «Торонто Аэропорт» самой известной туристической достопримечательностью города за год.
В 1995 году журнал «Харизма» сообщил, что пробуждение повлияло приблизительно на 4 000 церквей в Англии и на 7 000 церквей в Северной Америке. В том же году британские газеты ввели особый термин - «Благословение Торонто» - для обозначения экстатических переживаний, присущих для церквей по всему миру, затронутых Торонтовским движением.
До октября 1995 года церковь «Торонто Аэропорт» посетило порядка 600 000 человек, из которых около 25 000 составили пастора и служителя из различных церквей. К 1998 году общее число посетителей достигло 2-х миллионов, а концу 2003 года - порядка 10-и миллионов (из которых 4 млн. составили гости из других стран). 
В 2010 году церковь «Торонто Аэропорт» была переименована в «Прими огонь Торонто». На сегодняшний день «Благословение Торонто», среди прочих харизматических пробуждений, считается одним из наиболее продолжительных (свыше 20 лет работы). В своей книге «Благословение Отца» Джон Арнотт утверждает, будто пробуждение в Торонто во многом схоже с пятидесятническим пробуждением на Азуза-стрит, поскольку оба характеризуются «не столько количеством покаявшихся, сколько пасторами и лидерами, которые пережили сильное прикосновение Духа Святого; а потом они повезли это благословение домой, в свои церкви, и пробуждение началось в разных местах».

## Критика
Торонтовское пробуждение сопровождалось большой волной критики с самого начала. Фактически, среди всех харизматических пробуждений, это возрождение является одним из наиболее осуждаемых. В первую очередь, критике подвергались необычные физические проявления в людях, которые были общими для всех церквей, затронутых «Благословением Торонто». К числу таковых проявлений относились: плач, смех, падение, опьянение, трясение, катание по полу и т.д.. Изначально, для многих пятидесятников и для части харизматов перечисленные практики выглядели угрожающе и духовно опасно. Некоторые пятидесятники полагали, что эти проявления были подделками Духа, о которых говорится в библейском отрывке из 2Фесс. 2:9. По этой причине, часть пятидесятнических церквей вообще дистанцировалась от этих и других подобных духовных проявлений и осудила их. Некоторые газеты и писатели описывали «Благословение Торонто» в негативном свете, что создало негативную репутацию в отношении харизматических церквей среди других христианских конфессий.